# Lee Webster
Lee Webster (* 29. Oktober 1977) ist ein südafrikanischer Skeletonsportler.
Lee Webster lebt in Leeming Bar, North Yorkshire. Er begann 2008 mit dem Skeletonsport. Im Dezember des Jahres debütierte er im Europacup und wurde bei drei aufeinander folgenden Rennen in Igls 40., 43. und 36. Im Dezember 2009 startete er für zwei Rennen in Königssee und Cesana Pariol im Intercontinentalcup, wo er die Plätze 32 und 27 belegte. Danach nahm er wieder am Europacup teil. In Cesana erreichte er mit Rang 16 sein bestes Resultat in dieser Rennserie. Höhepunkt der Saison 2010/11 wurde die Skeleton-Weltmeisterschaft 2011 am Königssee, bei der Webster auf den 34. und damit letzten Platz kam.